# Liściasta (Rudawy Janowickie)
Liściasta – (niem. Laubberg) szczyt w Rudawach Janowickich o wysokości 755 m n.p.m.
Liściasta znajduje się w południowo-wschodniej części Rudaw Janowickich. Leży w krótkim ramieniu odchodzącym na południe od Bukowej.
Ramię górskie, którego część stanowi Liściasta, oddziela Leszczyniec od Szarocina, wsie leżące w dolinie Świdnika.
Liściasta zbudowana jest ze staropaleozoicznych łupków kwarcowo-chlorytowo-albitowych i tufitów należących do wschodniej osłony granitu karkonoskiego.
Zbocza góry porastają lasy świerkowe z domieszką buka i brzozy.
Liściasta znajduje się na obszarze Rudawskiego Parku Krajobrazowego.

## Szlaki turystyczne
Przez Bukową przechodzi szlak turystyczny:
- czerwony: Bukowiec – Rozdroże pod Bobrzakiem – Wilkowyja – Szarocin – Lubawka (Główny Szlak Sudecki im. dra Mieczysława Orłowicza)